# Choerina
Choerina is een geslacht van uitgestorven weekdieren uit de klasse van de Gastropoda (slakken).

## Soorten
- Choerina candida (Neumayr in Neumayr & Paul, 1875) †
- Choerina globula (Neumayr in Neumayr & Paul, 1875) †
- Choerina irenae (Schlickum, 1961) †
- Choerina jenkiana (Brusina, 1874) †
- Choerina kosoviana Pavlović, 1903 †
- Choerina rumana (Tournouër, 1880) †
- Choerina todina Esu & Girotti in Esu et al., 2001 †
- Choerina tudertis Esu & Girotti in Esu et al., 2001 †